# 蕭澤頤
蕭澤頤，GBS，PDSM，PMSM（1966年4月2日—），前香港警務人員，曾擔任警務處處長、港區國安委成員及警務處副處長（行動）。

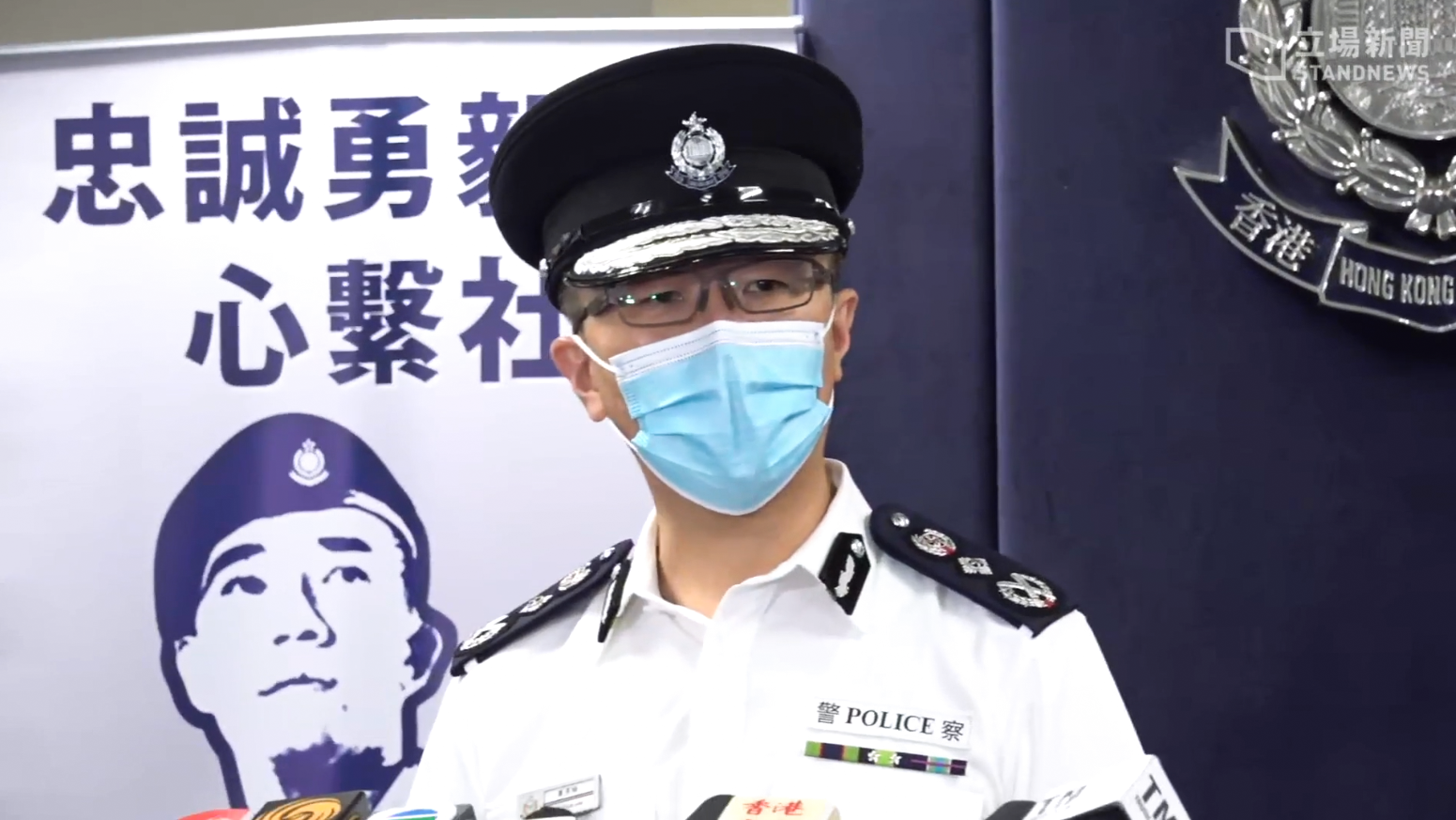
2021年6月26日，新任警務處處長蕭澤頤會見傳媒

## 背景
蕭澤頤在九龍區土瓜灣馬頭圍邨玫瑰樓長大。蕭澤頤父親是退休警長蕭漢澄，受其影響，自小便把警察當作「我的志願」。在香港的余振強紀念中學就讀至中三後，中四便前往英國讀書。本來他期待在中學畢業後回港投考警察，惟在父親反對下改於英國繼續留學，入讀伯明翰大学並選修中學最優良的化學學科。1988年，他在英國伯明翰大学畢業後，就立即回港投考見習督察。正式子承父業。
蕭澤頤在1988年12月加入警隊並出任見習督察一職，期間曾駐守多個單位。蕭澤頤在2007年晉升為高級警司，先後任職葵青警區副指揮官和機場警區指揮官。2013年晉升為總警司，擔任九龍城警區指揮官，其後出任人事部人力資源科總警司。在2017年晉升助理處長(人事)，2018年晉升為高級助理處長，接管行動處處長，2019年獲委任為副處長（行動）。
2021年6月23日，根据行政长官林郑月娥的提名和建议，中华人民共和国国务院印发《关于香港特别行政区政府李家超等4人职务任免的通知》（国人字〔2021〕159号），任命萧泽颐為警務處處長。
根據警隊網上資料，在職期間，蕭澤頤於多所院校修讀外地發展課程，當中包括清華大學、史丹福大學、哈佛大學及國家行政學院。

### 兩度確診新冠
2022年8月22日，蕭澤頤確診新冠病毒，其後康復。
2022年11月18日，蕭澤頤再度確診新冠病毒，事先曾經與其他官員一同參與頒獎典禮後的小休茶聚，當中保安局局長鄧炳強、海關關長何珮珊、懲教署署長黃國興和消防處處長楊恩健被界定為密切接觸者，各人須進行家居檢疫。同月26日，蕭康復，並出席香港警察學院結業典禮。

### 延任警務處處長直至退休
2023年2月，政府宣布為便利警隊管理層順利交接，在同年4月達57歲警務處退休年齡的蕭澤頤，獲延任兩年至2025年4月1日（以年屆59歲的高齡）退休止。

### 被美國制裁
2025年3月31日，即蕭澤頤退休前兩天，美國國務院宣佈制裁蕭等6名香港及中國大陸官員，稱他們利用港區國安法來打壓人權及香港自治。這是特朗普擔任第二個總統任期以來首次制裁中港官員。中共外交部駐港公署及香港特區政府均強烈譴責美國的制裁。

## 爭議

### 輕視疫情出席聚會 首位被送入檢疫中心的警務處長
2022年1月3日，因為冠狀病毒肺炎的新一波疫情在香港急速升溫，衛生署要求市民立即停止及取消所有人群聚集的宴會及社交活動，但香港特區政府多名主要官員及議員卻於同一天集體出席中國全國人大香港代表洪為民一個不跟足政府防疫指引（賓客進食以外時間除口罩、除口罩離檯交際唱歌和多人涉嫌沒掃安心出行入餐廳等等）的大型生日派對，超過170人在灣仔灣景中心的一家西班牙餐廳聚集，其後有人確診染疫，身為警務處處長的蕭澤頤也因為參與該派對而需要隔離檢疫21天，洪為民生日派對事件中有多名紀律部隊首長無視疫情期間的規定在香港社會引起廣大爭議。行政長官林鄭月娥於記者會表示，對有關人員知法犯法而感到失望。

## 發言

### 2021年7月1日銅鑼灣襲警事件
2021年7月1日香港回归紀念日晚，一名28歲男警員（阿祖）在銅鑼灣SOGO門口駐守期間，被一名50歲姓梁的男子從後面持利刀襲擊，刺客之後用刀刺向自己胸口，及後被警方制服，送院後正式不治身亡。
警方及後將案件列作「意圖謀殺」。香港新任保安局局長鄧炳強稱，警方在行刺者家中找到相信令他「受到分化和激化」的電腦和物件，初步定義為「孤狼式本土恐怖襲擊」。
及後數日，接連有不同市民前往事發地點，獻花悼念事件中自我了斷而身亡的刺客，亦有網民在網上稱涉事行刺者為「烈士」、「義士」等。蕭澤頤在2021年7月3日接受《東周刊》專訪期間，表示：「呢啲美化暴力、英雄化恐怖分子嘅行為，完全有違道德倫理，令人心寒。呢啲到底係乜嘢價值觀？呢個唔係政見問題，係人性問題！」（這種美化暴力，英雄化恐怖份子的行為，完全有違道德倫理，令人心寒。這種到底是甚麼價值觀?這個不是政見問題，是人性問題!）。
蕭澤頤在訪問中批評：「今次襲擊對象係警察，下一次可以係其他人。外國過去亦曾經發生多宗『孤狼式恐怖襲擊』，令好多無辜市民受傷害。如果大家唔企出嚟制止、譴責呢啲冷血行為，第時受害嘅分分鐘係你，或者你嘅身邊人。而且，煽動他人作出暴力違法行為，甚至殺人，無論喺線上、線下，都屬違法。警方定必全方位追查，將違法之徒繩之於法。」（這次襲擊對象是警察，下一次可以是其他人，外國過去亦曾經發生多宗『孤狼式恐怖襲擊』，令好多無辜市民受傷害，如果大家不出去制止、譴責這些冷血行為，屆時受害的每分鐘是你，或者你身邊的人，而且，煽動他人做出暴力違法行為，甚至殺人，不論是線上、線下，都屬違法。警方必定全方位追查，將違法之徒繩之於法。）

## 參演作品

### 演員

#### 電視電影
- 2021年：《守城》 飾 行動組總指揮官（連同陳健國和鄧炳強合作）
- 2023年：《守城前傳》 飾 行動組總指揮官（與陳健國合作）

## 榮譽

### 勳章
- 金紫荊星章（2025年）

### 紀律部隊獎章
- 香港警察卓越獎章（P.D.S.M.）（香港2021年度授勳及嘉獎名單；2021年7月1日）
- 香港警察榮譽獎章（P.M.S.M.）（香港2016年度授勳及嘉獎名單；2016年7月1日）
- 香港警察長期服務獎章（2006年12月19日）
  - 第一加敍勳扣（2013年）
  - 第二加敍勳扣（2018年）
  - 第三加敍勳扣（2021年）[22]
- 「踏浪者」行動獎章（2020年12月30日）[23]

### 嘉獎
- 維護國家安全功章（2024年）[22]
- 香港警務處處長嘉許（2006年）[22]
- 指揮官嘉獎（五次）[22]

## 外部連結
- 警務處處長蕭澤頤於香港政府一站通網頁的介紹 （页面存档备份，存于）

| 警職          | 警職                                                   | 警職          |
| ------------- | ------------------------------------------------------ | ------------- |
| 前任： 鄧炳強 | 香港警務處處長 2021年6月25日－2025年4月2日             | 繼任： 周一鳴 |
| 前任： 鄧炳強 | 香港警務處副處長（行動） 2019年11月19日－2021年6月25日 | 繼任： 袁旭健 |